# Les Petits Chanteurs à la croix de bois et la Musique de la légion étrangère

Les Petits Chanteurs à la croix de bois et la Musique de la légion étrangère est un concert unique filmé le 21 octobre 2009, réalisé par Frédéric Bouquet et Fabien Marmillod.

## Présentation
Le Gouverneur militaire de Paris a organisé une soirée de bienfaisance au profit de la Cellule d'Aide aux Blessés de l'Armée de Terre (CABAT).
Deux formations prestigieuses, Les Petits chanteurs à la croix de bois et la musique de la Légion étrangère se sont réunies pour la première fois, au cœur de la cathédrale Saint-Louis-des-Invalides.
Cette rencontre inédite a donné naissance à un récital qui explore un répertoire varié : des chants traditionnels (Marussia) et sacrés (Cantate Domino), en passant par la variété française (La Mer de Charles Trenet) avec les grands moments de la musique classiques (Bach, Mozart).
Ce concert est disponible en DVD.

## Programme

### Première partie
1. Marche pour la cérémonie des Turcs (JB.Lully) par la musique de la Légion étrangère
2. Cantate domino (L.Dumont) par les  Petits Chanteurs à la croix de bois
3. Jesus bleibet meine freude (JS.Bach) par les Petits Chanteurs à la croix de bois et la musique de la Légion étrangère
4. Dans les steppes de l’Asie centrale (A.Borodine) par la musique de la Légion étrangère
5. Csardas (V.Monti) par la musique de la Légion étrangère, soliste : Caporal-chef Dumbrava
6. Ave Verum (WA.Mozart) par les Petits Chanteurs à la croix de bois et la musique de la Légion étrangère
7. Joy to the world (L.Mason & J.Rutter) par les Petits Chanteurs à la croix de bois
8. Tecce voda tecce (B.Pokorny) par les Petits Chanteurs à la croix de bois
9. Pueri conciniti (JR.Von Herbeck) par les Petits Chanteurs à la croix de bois

### Deuxième partie
1. Marussia (Tradition Ukraine) par les Petits Chanteurs à la croix de bois
2. Rousskiy souvenir par le quintette de cuivres de la musique de la Légion étrangère
3. Gai légionnaire (S.Hahn) par la musique de la Légion étrangère
4. La mer (Paroles C.TTrenet/ musique C.Trenet & A.Lasry
5. Chan tian zai na liya (Tradition Chine) par les Petits Chanteurs à la croix de bois
6. Le criquet (Tradition) par la musique de la Légion étrangère
7. La Marseillaise (Rouget de Lisle) par les Petits Chanteurs à la croix de bois et la musique de la Légion étrangère
8. Méditerranée (Paroles R.Viney, M.Lehmann, H.Wernert, H.Fost & F.Lopez. Arrangements P.Bonneau) par les Petits Chanteurs à la croix de bois et la musique de la Légion étrangère
9. Le boudin (F.Wilhelm) par la musique de la Légion étrangère

## Le DVD
Ce DVD contient l'intégralité du programme ci-dessus, il est disponible auprès de la boutique de l'ECPAD